# Jason Holder
Jason Omar Holder (nacido el 5 de noviembre de 1991) es un jugador de críquet de las Indias Occidentales y excapitán del equipo de críquet de las Indias Occidentales. En enero de 2019, fue clasificado como el número uno en todo el mundo según las clasificaciones oficiales de ICC Test Cricket. Holder es el primer jugador masculino de las Indias Occidentales en lograr un triplete en Twenty20 Internationals. En abril de 2019, fue nombrado capitán del equipo de las Indias Occidentales para la Copa Mundial de Cricket de 2019.

## Carrera profesional
Holder hizo su debut en One Day International el 1 de febrero de 2013 contra Australia. Hizo su debut en Twenty20 contra Nueva Zelanda en enero de 2014.Holder hizo su debut en Test Cricket el 26 de junio de 2014 contra Nueva Zelanda.
En julio de 2020, Holder fue incluido en el equipo de los Barbados Royals, anteriormente conocido como Barbados Tridents, para la Premier League del Caribe de 2020. En la subasta IPL de 2022, los Lucknow Super Giants compraron Holder por ₹ 8,75 millones de rupias.